# Gonodactylopsis
Gonodactylopsis is een geslacht van kreeftachtigen uit de klasse van de Malacostraca (hogere kreeftachtigen).

## Soorten
- Gonodactylopsis drepanophorus (de Man, 1902)
- Gonodactylopsis herdmani (Tattersall, 1906)
- Gonodactylopsis komodoensis Erdmann & Manning, 1998